# Mésange boréale
Poecile montanus
Espèce
Statut de conservation UICN

 LC  : Préoccupation mineure
La mésange boréale (Poecile montanus, anciennement Parus montanus) est une espèce de passereaux de la famille des paridés. L'espèce contient quatorze sous-espèces.

## Description
- Taille : 12 cm
- Poids : 9 - 12 g

Très semblable à  la mésange nonnette, elle s'en différencie par quelques légers détails physiques : une tête plus grosse, l'arrière des joues blanc, une calotte noire mate, et une bavette plus grande.

## Répartition géographique et habitat

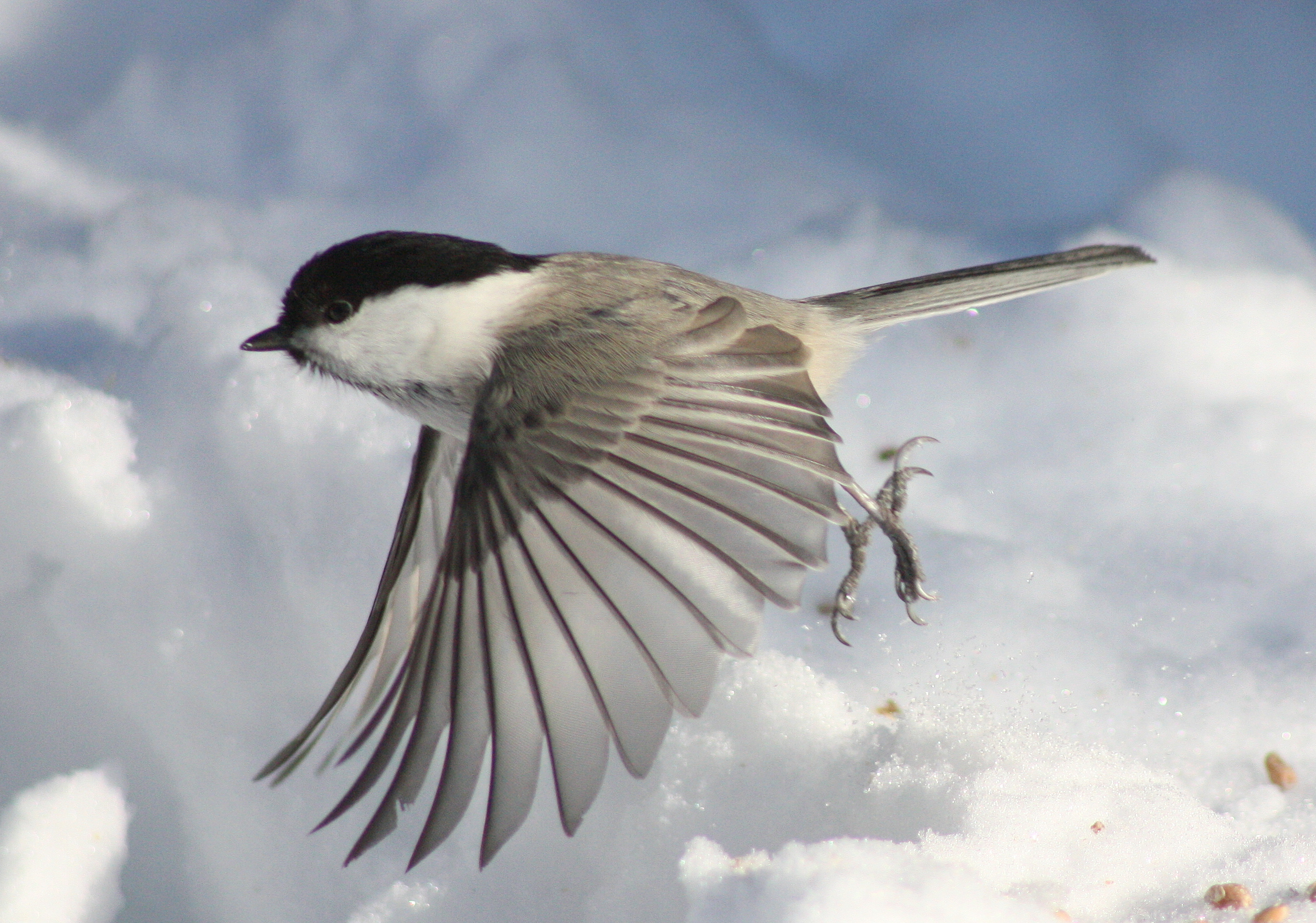
Une mésange boréale en vol, en Finlande

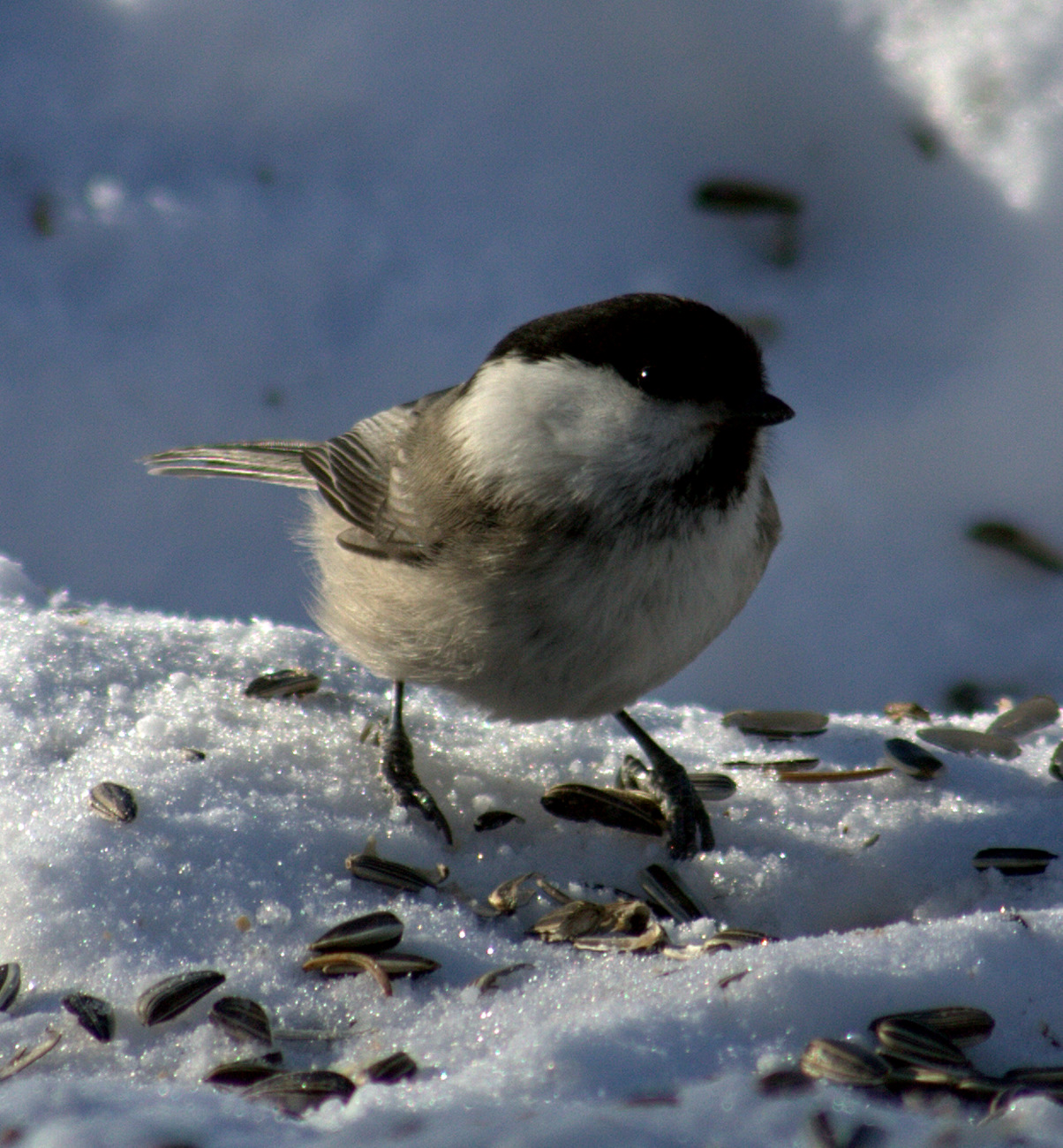
Une mésange boréale en Finlande.

Elle peuple les forêts et les marais boisés de toute l'Europe continentale et l'Asie du nord jusqu'à la Sibérie.

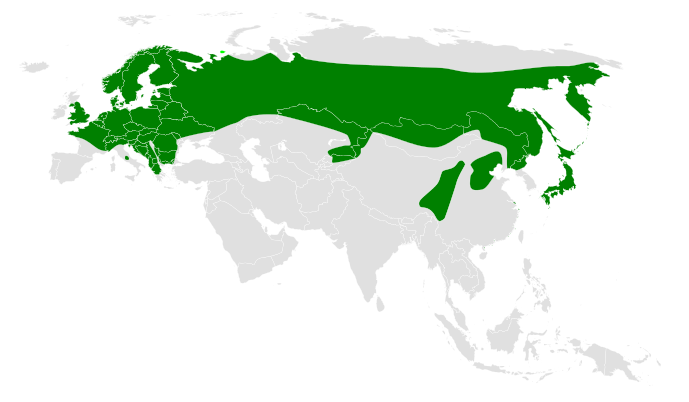
Aire de répartition de la mésange boréale

### Effectifs
Le tableau ci-dessous fournit les effectifs et leur tendance dans tous les pays européens où la Mésange boréale est documentée quantitativement, sur la base des données de Birdlife International en 2021.
| Pays/Territoire    | Nombre de couples      | Tendance de court terme    | Tendance de long terme   |
| ------------------ | ---------------------- | -------------------------- | ------------------------ |
| Albanie            | 360 à 370              | stable (2007-2018)         | +169 à 620 % (1980-2018) |
| Allemagne          | 64 000 à 120 000       | en baisse (2004-2016)      | stable (1980-2016)       |
| Autriche           | 100 000 à 150 000      | stable (2007-2018)         | ? (1981-2018)            |
| Belgique           | 5 300 à 10 600         | -56 à -12 % (2008-2018)    | -72 à -44% (1973-2018)   |
| Biélorussie        | 280 000 à 350 000      | ±10 % (2012-2019)          | stable (1980-2019)       |
| Bosnie-Herzégovine | 3 000 à 5 000          | ±10 % (2007-2018)          | ? (1980-2018)            |
| Bulgarie           | 25 000 à 50 000        | stable (2000-2018)         | stable (1980-2018)       |
| Croatie            | 60 000 à 150 000       | ? (2007-2018)              | ? (1980-2018)            |
| Danemark           | 500                    | ? (2006-2017)              | en hausse (1980-2017)    |
| Estonie            | 70 000 à 100 000       | stable (2007-2018)         | -50 à -20 % (1980-2018)  |
| Finlande           | 444 000 à 671 000      | -50 à -36 % (2007-2018)    | -62 à -43% (1980-2018)   |
| France             | 100 000 à 200 000      | ? (2007-2018)              | -55 à -50 % (2002-2017)  |
| Grèce              | 200 à 1 000            | stable (2007-2015)         | stable (1980-2018)       |
| Hongrie            | 1 000 à 1 500          | -40 à -33 % (2007-2018)    | ? (1980-2018)            |
| Italie             | 30 000 à 50 000        | stable (2000-2014)         | stable (1993-2018)       |
| Kosovo             | 1 500 à 2 000          | stable (2007-2018)         | stable (1990-2018)       |
| Lettonie           | 104 000 à 208 000      | -52 à -12% (2005-2018)     | en baisse (1991-2016)    |
| Liechtenstein      | 230 à 320              | stable (2006-2018)         | en baisse (1980-2018)    |
| Lituanie           | 50 000 à 85 000        | stable (2013-2018)         | stable (1980-2018)       |
| Luxembourg         | 2000 à 4000            | stable à +10 % (2007-2018) | -40 à -20 % (1980-2018)  |
| Macédoine du Nord  | 250 à 1 000            | stable (2007-2018)         | ? (1980-2019)            |
| Monténégro         | 2 500 à 4 000          | stable (2007-2018)         | ?                        |
| Norvège            | 500 000 à 800 000      | en baisse (2013-2018)      | stable (1980-2018)       |
| Pays-Bas           | 10 000 à 15 000        | -25 à -8 % (2006-2017)     | -66 à -52 % (1984-2017)  |
| Pologne            | 230 000 à 292 000      | -19 à -20 % (2007-2018)    | ? (1980-2018)            |
| Roumanie           | 130 000 à 319 000      | ? (2007-2018)              | ? (1980-2018-            |
| Royaume-Uni        | 2 700 à 2 800          | en baisse (2004-2016)      | en baisse (1980-2016)    |
| Russie             | 4 000 000 à 8 000 000  | -20 à -15 % (2006-2018)    | -29 à -20 % (1986-2018)  |
| Serbie             | 5 900 à 8 600          | stable (2007-2018)         | stable (1980-2018)       |
| Slovaquie          | 60 000 à 120 000       | stable (2007-2018)         | stable (1980-2018)       |
| Slovénie           | 17 000 à 32 000        | ? (2008-2012)              | ? (1980-2018)            |
| Suède              | 486 000 à 597 000      | -39 à -25 % (2007-2018)    | -74 à -68 % (1980-2018)  |
| Suisse             | 70 000 à 95 000        | -14 à 25 % (2007-2018)     | en hausse (1990-2018)    |
| Tchéquie           | 45 000 à 90 000        | ? (2007-2018)              | en hausse (1982-2018)    |
| Ukraine            | 100 000 à 150 000      | -10 à -15 % (2007-2018)    | -15 à -5 % (1980-2018)   |
| Europe des 28      | 2 030 000 à 3 270 000  |                            |                          |
| Europe             | 7 000 000 à 12 700 000 |                            |                          |

## Sous-espèces
D'après la classification de référence (version 14.1, 2024) de l'Union internationale des ornithologues, la Mésange Boréale possède 14 sous-espèces :
- Poecile montanus kleinschmidti (Hellmayr 1900) ;
- Poecile montanus rhenanus (Kleinschmidt 1900) ;
- Poecile montanus montanus (Conrad con Baldenstein 1827) ;
- Poecile montanus salicarius (Brehm, CL 1831) ;
- Poecile montanus borealis (de Sélys-Longchamps, 1843) ;
- Poecile montanus uralensis (Grote 1927) ;
- Poecile montanus baicelensis Swinhoe 1871 ;
- Poecile montanus anadyrensis (Belopolski 1932) ;
- Poecile montanus kamtschatkensis Bonaparte 1850 ;
- Poecile montanus sachalinensis (Lönnberg 1908) ;
- Poecile montanus restrictus (Hellmayr 1900) ;
- Poecile montanus songarus (Severtsov 1873) ;
- Poecile montanus affinis Przevalski 1876 ;
- Poecile montanus stoetzneri (Kleinschmidt 1921).

La sous-espèce Poecile montanus montanus  est parfois appelé Mésange alpestre. La sous-espèce Poecile montanus salicarius est parfois appelée Mésange des saules.

## Chant
Gazouillis rapide, répétition lente d'un son doux flûté (tsiu tsiu tsiu tsiu ou : tu tu tu tu tu...). Cris : fsi-tsi-tsi élevés, souvent suivis de khéé-khéé bas et appuyé (mais aussi mésange charbonnière).

## Régime alimentaire
Araignées, graines, insectes.

## Reproduction

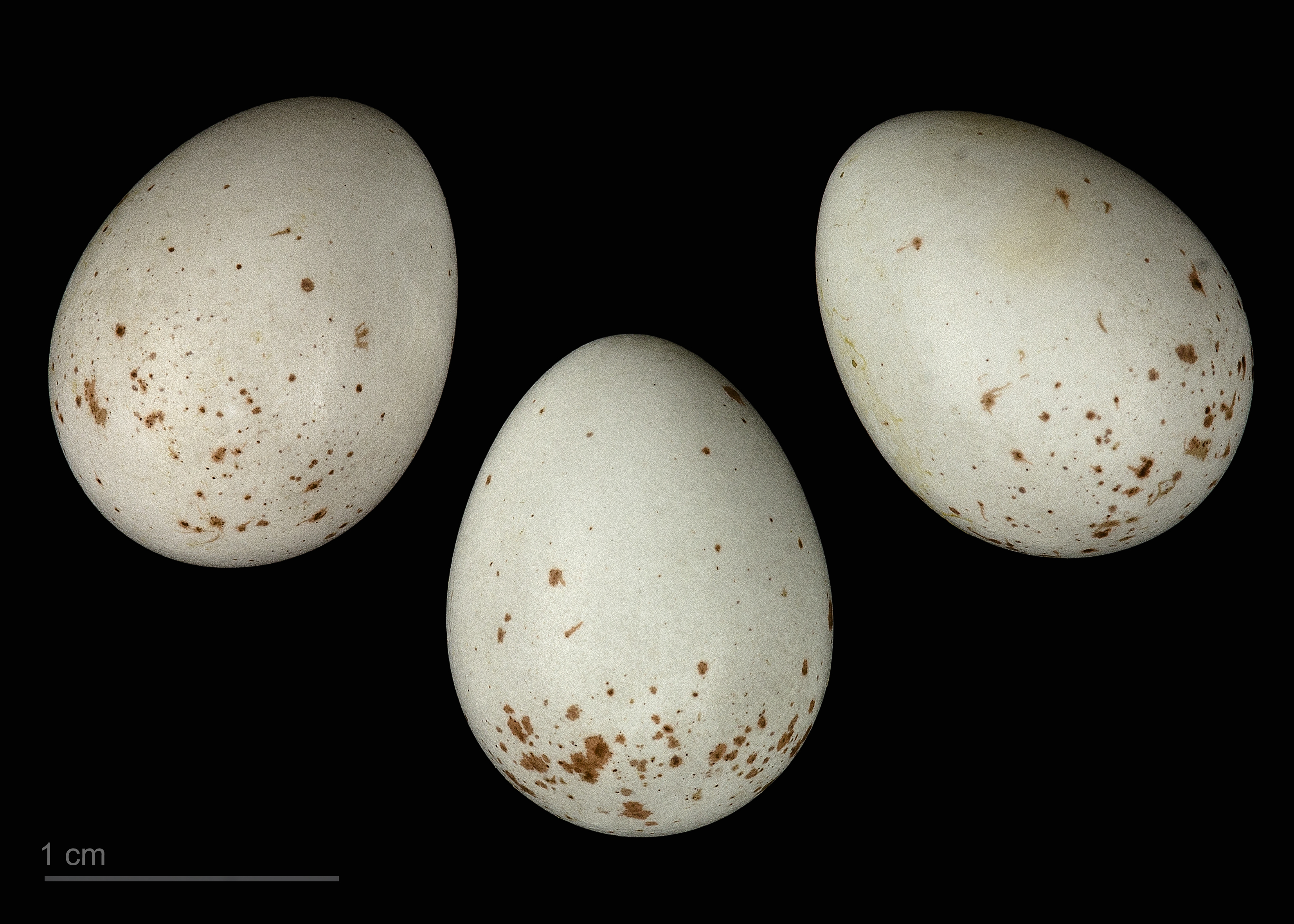
Œufs de Poecile montanus - Muséum de Toulouse

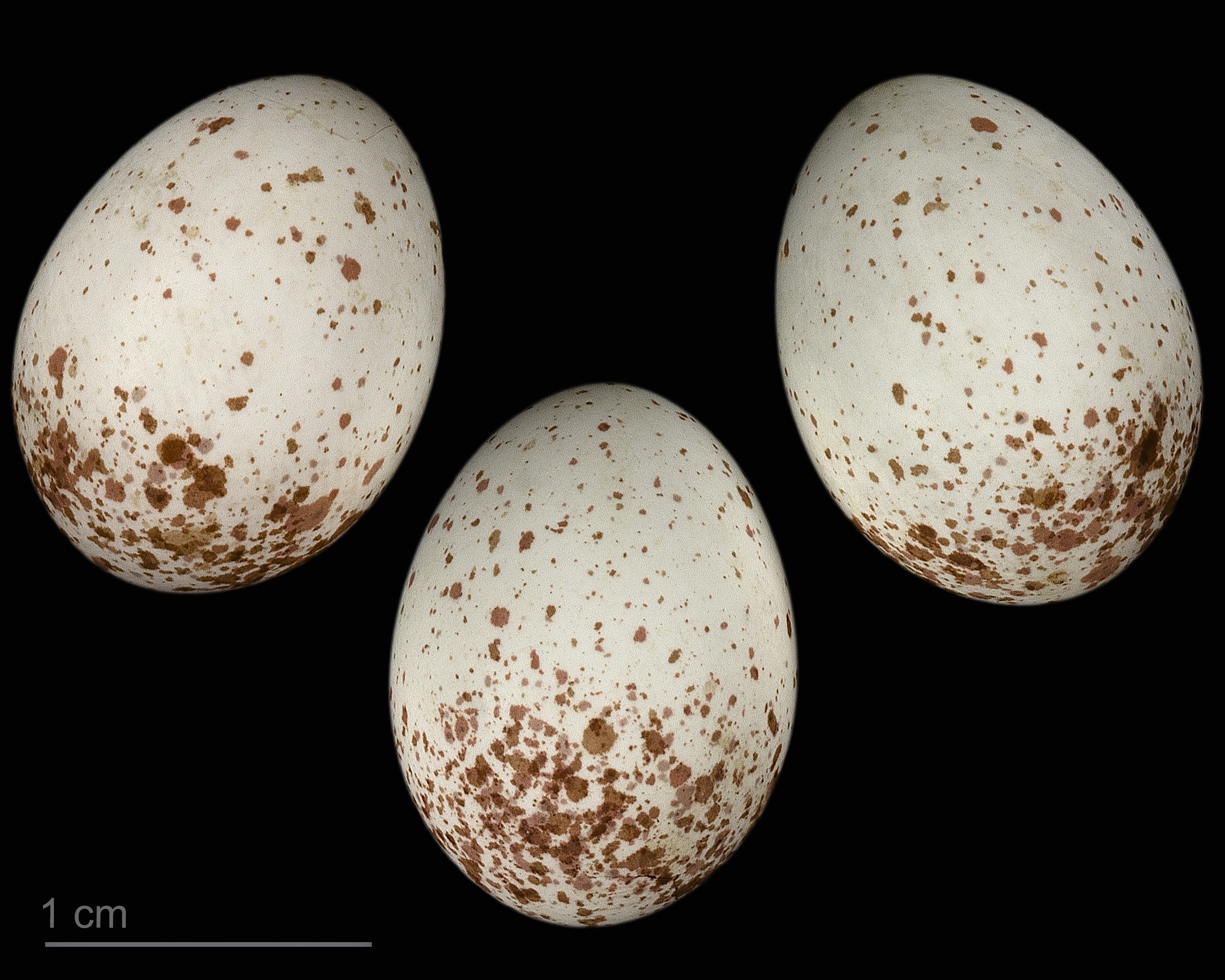
Œufs de Poecile palustris dresseri - Muséum de Toulouse

La mésange boréale niche dans des cavités d'arbres dans le bois mort ou vivant, qu'elle creuse elle-même, contrairement à la mésange nonnette. Les couples se forment au sein des groupes hivernaux et sont unis pour la vie. Ils ne font qu'une seule nichée par année, mais une ponte de remplacement peut être faite en cas de disparition de la précédente. La femelle construit le nid presque seule, le mâle ne l'aidant que rarement.
La femelle pond 6-9 œufs blancs tachetés de roux et les couve seule pendant près de deux semaines. Durant cette période, elle est nourrie par le mâle. (Source : http://www.oiseaux.net/oiseaux/mesange.boreale.html)
Les jeunes sont nourris par leurs deux parents et s'envolent vers l'âge de 17-19 jours (source : http://www.oiseaux.net/oiseaux/mesange.boreale.html), mais restent en compagnie des deux adultes pendant quelques semaines supplémentaires.

## État des populations, pression et menaces
Comme tous les animaux dépendant directement ou indirectement du bois mort, la mésange boréale a sans doute beaucoup souffert de la raréfaction des bois morts et arbres sénescents en forêt. Les monitorings de la « Station ornithologique suisse » ont démontré que la restauration de la quantité et qualité des bois morts et sénescents (suivi par l'Inventaire forestier national suisse) a permis une nette augmentation des populations reproductrices  des espèces forestières dépendante de plusieurs types de bois mort (pic noir, pic épeiche, pic mar, pic épeichette, pic vert, pic tridactyle  ainsi que mésange huppée, mésange boréale et grimpereau des bois) de 1990 à 2008 là où la ressource en bois mort a été restaurée, dans une mesure variant selon ces espèces.

Le pic à dos blanc a même fortement élargi son aire dans l’est de la Suisse.

Pour toutes les espèces suivies, hormis pour le pic vert et le pic mar,,, la disponibilité croissante en bois mort semble  être le facteur explicatif le plus important. Ces espèces consommant les insectes parasites des arbres, on peut supposer que la résilience écologique des forêts en sera améliorée.

## Protection
La mésange boréale bénéficie d'une protection totale sur le territoire français depuis l'arrêté ministériel du 17 avril 1981 relatif aux oiseaux protégés sur l'ensemble du territoire. Il est donc interdit de la détruire, la mutiler, la capturer ou l'enlever, de la perturber intentionnellement ou de la naturaliser, ainsi que de détruire ou enlever les œufs et les nids, et de détruire, altérer ou dégrader son milieu. Qu'elle soit vivante ou morte, il est aussi interdit de la transporter, colporter, de l'utiliser, de la détenir, de la vendre ou de l'acheter.